# Hersiliola versicolor
Hersiliola versicolor là một loài nhện trong họ Hersiliidae.
Loài này thuộc chi Hersiliola. Hersiliola versicolor được miêu tả năm 1865 bởi Blackwall.